# Ekomuzej
Ekomuzeji so se začeli pojavljati v Franciji konec 60. let 20. stoletja. Prvič termin ekomuzej leta 1971 uporabijo v obliki ekološki muzej na prostem. Ideja se je ves ta čas razvijala in dopolnjevala. Do leta 1985 se je definicija ekomuzeja razvila do pravega »manifesta« ekomuzejev, ki je leta 1985 ponudil koncept ekomuzejev kot:
- instrumenta, ki ga oblasti (s strokovnjaki, znanstveniki in njihovimi viri) in lokalno prebivalstvo (z znanjem, individualnimi pristopi) zasnujejo skupaj
- kot ogledala, ki ga postavljajo ljudje sebi, da bi v njem prepoznali lastno podobo in skozi njo ravnanja nepretrganih generacij svojih prednikov ter kot ogledalo svojim obiskovalcem
- kot prikaz človeka v njegovem naravnem prostoru, kakor sta si ga prilagodila tako tradicionalna kot industijska družba
- kot izraz časa od pred pojavom človeka, pa do danes. Ekomuzeji ponujajo tudi vpogled v prihodost, ne le kot usmerjevalec razvoja, temveč tudi kot mesto zbiranja relevantnih informacij, mesto kritičnega razmisleka in dialoga o prihodnosti
- kot laboratorij raziskav ljudske preteklosti in sedanjosti
- kot šola, ki z izobraževanjem za raziskovanje, varovanje in ohranjanje dediščine povezuje ljudi ter jih spodbuja k boljšemu razumevanju vprašanj lastne prihodnosti
- kot konservatorsko središče, ki pomaga pri ohranjanju, vrednotenju in razvijanju naravne in kulturne dediščine

Zadnji trije pomeni: labratorij, šola in konservatorsko središče temeljijo na skupnih načelih pojmovanja kulture v najširšem pomenu - pojasnjujejo njen pomen vsem, ne glede na to, iz katerega sloja prebivalstva izhaja.
Ekomuzeji se nenehno razvijajo v njihovih lokalnih oziroma regionalnih okoljih. Svojo dejavnost širijo z različnimi [[minimuzej]i], s katerimi zaznavajo potrebe in probleme svojega okolja in nanje odgovarjajo. Za ekomuzeje je značilna usmerjenost na gospodarske zahteve in probleme okolja ter hkrati zagotavljanje določenega minimuma finančne avonomnosti - v tem kontekstu se celo razvije filozofija ekonomuzejev, ki so se sposobni v veliki meri samofinancirati.
Za delo ekomuzejev je značilna tudi strokovna avtonomnost. Slednjo jim zagotavlja znanstveno delo kot osnova, ki jim omogoča, da se izognejo političnim in ideološkim manipulacijam, največkrat povezanimi z lokalnim in družbenim okoljem. Struktura oziroma organiziranost ekomuzejev načeloma zagotavlja interes in zahteve treh stebrov ekomuzejev:
- Upravni odbor, kjer so zastopani pedstavniki muzeja in pooblastiteljev-lokalna oblast
- Odbor uporabnikov, kjer so zastopana različna lokalna združenja - sodelavci in partnerji
- Znanstveni odbor, v katerem visoko (najvišje) usposobljeni muzejski in znanstveni kadri ekomuzeju zagotavljajo znanstveno utemeljenost in kredibilnost muzejske vsebine in sodelujejo v kreiranju vseh aktivnosti ekomuzeja.